# محلل الأعمال
محلل الأعمال (Business Analyst) هو الشخص الذي يقوم بتحليل وتصميم النظم، بما في ذلك الأعمال والإدارات والتنظيمات التجارية وغيرها. كما يقوم بتقييم نماذج الأعمال وتكاملها مع التقنية.

## المستويات
هناك على 4 مستويات لعملية تحليل الأعمال
1. تخطيط استراتيجي— عملية تحليل النظم (مالية) الاستراتجية للمنظمة.
2. تحليل نموذج العمل وتصميم نموذج الأعمال - تحديد وتحليل سياسات المنظمة وأساليب العمل في السوق.
3. تحديد العمليات وتصميم العمليات- (نمذجة عمليات الأعمال) وتتم من خلال نمذجة العمليات وتصميم العمليات
4. تحليل النظم (مالية)— تفسير قوانين ومتطلبات العمل الخاصة بالنظم التقنية، وتكون غالباً ضمن صلاحيات وأعمال تكنولوجيا المعلومات، ويشار لها غالباً بتحليل النظم

## وصف بديل
يقترح معهد تشارترد لتكنولوجيا المعلومات التعريف التالي لمحلل الأعمال: وظيفة استشارية داخلية تضطلع بمسؤولية التحقق من نظم الأعمال، وتحديد الخيارات المتوفرة لتحسين نظم الأعمال وتلبية احتياجات الأعمال باستخدام تكنولوجيا المعلومات."
أما المعهد الدولي لتحليل الأعمال فيصف هذا الدور على أنه حلقة الوصل بين أصحاب المصلحة لفهم بنية المنظمة وسياساتها وعملياتها، والتوصية بالحلول التي تمكن المنظمة من تحقيق أهدافها.
لقد تطور دور محلل الأعمال من كونه مجرد شخص يعمل ضمن عملية تجارية باستخدام تكنولوجيا المعلومات لتحسين جودة المنتجات والخدمات التي تقدمها شركات تكنولوجيا المعلومات، إلى شخص مستقل يعمل في تجميع متطلبات العمل والمساعدة في تكامل العمل واختبارات القبول والمساعدة في التدريب والمشاركة في تطبيق المنتج وفي الدعم ما بعد التطبيق. كما يشارك محللو الأعمال اليوم في وضع خطط المشروع وتوفير مهارات إدارة المشاريع إن لم تكن متوفرة في أعضاء المشروع الآخرين.

## المتطلبات
لا توجد وسيلة محددة لتصبح محلل الأعمال. في كثير من الأحيان يجب أن يكون لدى محلل الأعمال معرفة تقنية، كأن يكون قد عمل مسبقاً كمبرمج أو مهندس، أو أن يكون حاصلاً على شهادة في علوم الحاسوب. قد يرتقي محلل الأعمال لهذه الوظيفة بعد أن يكون شغل منصباً في إدارة الأعمال. قد يتقاطع دور محلل الأعمال مع أدوار ومهام أخرى كأن يقوم بأعمال إدارة المشاريع أو كمستشار.
عندما يركز محلل الأعمال على نظم محددة، فإنه يمكن أن يسمى محلل نظم الأعمال.
ليس بالضرورة أن يكون محلل الأعمال مختصاً بمشاريع تكنولوجيا المعلومات، فقد تكون مهارات محلل الأعمال مطلوبة في مجالي التسويق والمالية أيضاً.
يوفر المعهد الدولي لتحليل الأعمال برنامجاً للحصول على شهادة محلل أعمال (محترف تحليل أعمال معتمد CBAP)، كما يحدد مجموعة المعارف الخاصة بهذا المجال (Business Analysis Body of Knowledge). ومن الجدير ذكره هنا أن العديد من الشركات لا تتطلب من محلل الأعمال الحصول على هذه الشهادة.
يعمل محلل الأعمال في عدة مجالات كقطاع التمويل والمصارف والتأمين والاتصال عن بعد وخدمات البرمجيات وغيرها. وبسبب العمل على مستوى متقدم جداً من التجرد إلى حدٍ ما، يمكن لمحلل النظم أن ينتقل بين هذه المجالات. هذا ويمكن أن يعمل محلل الأعمال في مخططات سير العمل والفواتير والوساطة وإدارة علاقات العملاء.
أخيراً، ليس لمحلل الأعمال دور محدد مسبقاً أو ثابت، ذلك أن أدواره قد تكون في عمليات هيكلية التكنولوجيا وإدارة المشاريع والتخطيط للمبيعات ووضع الاستراتيجيات وقد يتعدى ذلك ليشمل العمليات التنموية، وبالتالي يختلف المسمى الوظيفي حسب الدور الذي يضطلع به.

## انظرأيضاً
- عملية إعادة هندسة الأعمال
- تكنولوجيا المعلومات
- محلل نظم
- عمارة المعلومات
- حالة الاستخدام (هندسة البرمجيات)
- الدليل المعرفي إلى تحليل الأعمال